# Voyage en théâtre d'ombres
 (juillet 2017).
Si vous disposez d'ouvrages ou d'articles de référence ou si vous connaissez des sites web de qualité traitant du thème abordé ici, merci de compléter l'article en donnant les références utiles à sa vérifiabilité et en les liant à la section « Notes et références ».
Voyage en théâtre d'ombres est le festival des théâtres d'ombres contemporains basé à Bruxelles. C'est l'un des seuls festivals au monde à se consacrer à l'art du théâtre d'ombres.

## Historique
Le festival Voyage en théâtre d'ombres a été initié en 1994 par le Théâtre du Tilleul à Bruxelles. Les trois premières éditions (1994, 1997 et 2000) ont pu se dérouler selon un rythme de festival triennal, mais des problèmes de financement et d'originalité des productions (le domaine du théâtre d'ombres contemporain est trop spécifique pour permettre de présenter tous les trois ans suffisamment de spectacles nouveaux et de qualité) ont posé un frein conséquent sur la régularité des éditions. Lors des trois premières éditions, Voyage en Théâtre d'Ombres s'articulait autour d'un atelier de théâtre d'ombres destiné aux professionnels (organisé par le Centre International de Formation aux Arts du Spectacle ou CIFAS) et d'une programmation de spectacles internationaux en collaboration avec les Halles de Schaerbeek, le Théâtre de la Balsamine, le Goethe-Institut de Bruxelles, et bien d'autres partenaires selon les années.

## Festival des théâtres d'ombres contemporains
Spectacles de tous horizons, récents ou classiques (les Shadow Puppets de Richard Bradshaw, ou encore la lanterne magique de Herman Bollaert), et diverses personnalités telles que le célèbre indien Rao Prasanna, maître en l'art des Hand Shadows.
Chaque édition présentait également un volet consacré au cinéma (Cinéma de l'ombre ou L'ombre au cinéma). Des expositions ont également eu lieu sur les différents sites du festival.

## Éditions
1994
L'édition 1994 s'est déroulée entre le 7 et le 18 décembre au Théâtre de la Balsamine, au Goethe-Institut de Bruxelles, et à la Maison du Spectacle La Bellone.
- Sur le site du Théâtre de la Balsamine :
  - Max et Moritz - Théâtre du Tilleul (Belgique)
  - Pescetopococodrillo - Teatro Gioco Vita (Italie)
  - Roses des Sables - Compagnie Jean-Pierre Lescot (France)
  - Shadow Puppets - Richard Bradshaw (Australie)
- Sur le site du Goethe-Institut de Bruxelles :
  - Les Aventures du Prince Achmed - Lotte Reiniger *
  - Films en Silhouettes de Lotte Reiniger
- Sur le site de la Maison du Spectacle La Bellone :
  - Exposition : Ombres indiennes

1997
L'édition 1997 s'est déroulée entre le 7 et le 21 décembre au Théâtre de la Balsamine, au Goethe-Institut de Bruxelles, et aux Halles de Schaerbeek.
- Sur le site des Halles de Schaerbeek :
  - Fantasmagories - Théâtre du Tilleul et Créahm de Liège (Belgique)
  - Karagöz : La Fausse Fiancée - Tacettin Dikker (Turquie)
  - Bounty - Amoros et Augustin (France)
  - Ombres d'objets trouvés - La conica Laconica (Espagne)
  - Exposition Ombres Indiennes de Karnataka, de la galerie Slim de Paris
  - Cabaret des Ombromaniaques
- Sur le site du Goethe-Institut de Bruxelles :
  - Contes en Clair-Obscur - Lotte Reiniger (formule film-concert du Théâtre du Tilleul)
- Sur le site du Théâtre de la Balsamine :
  - Shadow Puppets - Richard Bradshaw (Australie)

2000
L'édition 2000, dans le cadre de Bruxelles 2000, s'est déroulée entre le 24 novembre et le 23 décembre au Théâtre de la Balsamine, au Centre Culturel Jacques Franck, aux Halles de Schaerbeek, aux Tanneurs, au Goethe-Institut de Bruxelles, au Musée du cinéma de Bruxelles, et aux Brigittines.
- Sur le site des Halles de Schaerbeek :
  - Fête de l'Ombre - Théâtre du Tilleul, Laterna magique, Rao Prasanna
  - Rao Prasanna, ombromane (Inde)
  - Ombromania - Teatro Gioco Vita (Italie)
  - Le Voyage Mirobolant - Compagnie de la Loupiote (France)
  - Moi, Fifi, perdu dans la forêt - Théâtre du Tilleul (Bruxelles)
  - Exposition À l'ombre du Tilleul, itinéraire d'une compagnie, accompagnée d'un atelier ouvert au public et d'une librairie.
- Sur le site des Brigittines :
  - Ombres d'objectes Trobas - La Cònica Laconìca (Espagne)
  - Le Lac des cygnes (opéra) - Shadow Theater de Moscou (Russie)
- Sur le site du Théâtre Les Tanneurs :
  - Le Chant d'Essylt - Compagnie Amoros et Augustin (France)
- Sur le site du Centre culturel Jacques Franck :
  - Les Musiciens de Brême - Dorftheater Siemitz (Allemagne)
- Sur le site du Théâtre de la Balsamine :
  - Shadow Puppets - Richard Bradshaw (Australie)
- Sur le site du Goethe-Institut de Bruxelles :
  - Les aventures du Prince Achmed - Lotte Reiniger (film-concert version Strobel/Oser, Allemagne)
  - Les aventures du Prince Achmed - Lotte Reiniger (formule film-concert du Théâtre du Tilleul, Belgique)
  - Le docteur Dolittle et ses animaux - Lotte Reiniger (formule film-concert du Théâtre du Tilleul et du Créahm de Liège, Belgique).
- Sur le site du Musée du cinéma de Bruxelles :
  - L'ombre au Cinéma ou Des rayons et des ombres (21 films)

2009